# Brington (Northamptonshire)
Pour les articles homonymes, voir Brington.

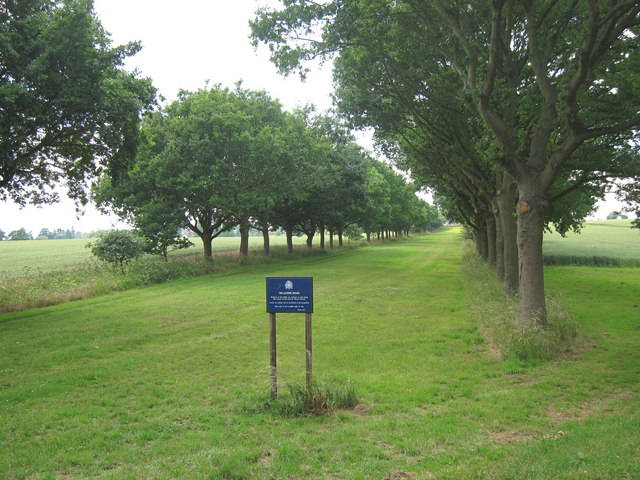
Avenue d'arbres

Brington est une paroisse civile du Northamptonshire, en Angleterre.